# Uta-Maria Heim
Uta-Maria Heim (* 14. Oktober 1963 in Schramberg, Schwarzwald) ist eine deutsche Schriftstellerin und Hörspieldramaturgin.

## Biografie
Uta-Maria Heim studierte Literaturwissenschaft, Linguistik sowie Soziologie an den Universitäten Freiburg im Breisgau und Stuttgart. Sie schloss das Studium 1989 mit dem Magister ab. Ab 1983 bis 2006 arbeitete sie als Kritikerin u. a. bei der Stuttgarter Zeitung, der Frankfurter Rundschau und dem Tagesspiegel und als Autorin für öffentlich-rechtliche Rundfunkanstalten. 
1985 gab sie einen Gedichtband heraus. Ab Mitte der 1980er Jahre verfasste sie neben Gedichten, Hörspielen, Features und Essays vor allem erzählerische Werke. Heim ist heute vorwiegend als Autorin von Kriminalromanen bekannt. Seit 2006 werden diese im Gmeiner-Verlag veröffentlicht. Themen ihrer Romane sind immer wieder das journalistische Umfeld, die schwäbische und badische Provinz, die Bundesrepublik der späten Siebziger- und Achtzigerjahre, die verdrängte nationalsozialistische Vergangenheit und Stuttgart-Stammheim. Sie bindet ihre Geschichten und Figuren in die großen Themen der Zeit ein und spürt deren geschichtliche Entwicklung auf.
Seit 2006 ist sie Dramaturgin in der Hörspielabteilung des SWR und lebt seitdem in Baden-Baden. Sie ist Mitglied im PEN-Zentrum Deutschland.
Heim lebte von 1983 bis 2006 in Stuttgart, Hamburg und Berlin.

## Auszeichnungen/ Preise
- 1992 Deutscher Krimi Preis (3. Platz national) für Das Rattenprinzip[5]
- 1993 Stipendium des Literarischen Colloquiums Berlin
- 1994 Deutscher Krimi Preis (2. Platz national) für Die Kakerlakenstadt[5]
- 1994 Kunstpreis Berlin (Förderpreis Literatur) für Die Widersacherin[6]
- 1998 Stipendium der Villa Massimo in Olevano Romano
- 2000 Friedrich-Glauser-Preis für Engelchens Ende[7]
- 2007 Krimipreis der Stadt Singen

## Werke

### Romane und Erzählungen
- 1990 Vergelt’s Gott: Schwarzwälder Novellen (Erzählungen, Schlack, Stuttgart)
- 1991 Das Rattenprinzip (Kriminalroman, Rowohlt, Reinbek bei Hamburg). ISBN 3-499-43013-4, Neuauflage 1992
- 1992 Der harte Kern (Kriminalroman, Rowohlt, Reinbek bei Hamburg). ISBN 3-499-43045-2
- 1993 Die Kakerlakenstadt (Kriminalroman, Rowohlt, Reinbek bei Hamburg). ISBN 3-499-43068-1
- 1993 Die Widersacherin (Roman, Nagel und Kimche, Zürich und Frauenfeld). ISBN 3-312-00190-0
- 1994 Der Wüstenfuchs (Kriminalroman, Rowohlt, Reinbek bei Hamburg). ISBN 3-499-43110-6
- 1994 Die Wut der Weibchen (Kriminal-Stories, Rowohlt, Reinbek bei Hamburg). ISBN 3-499-43143-2
- 1995 Bullenhitze (Kriminalroman, Rowohlt, Reinbek bei Hamburg). ISBN 3-499-43176-9
- 1996 Durchkommen (Roman, Kiepenheuer, Leipzig). ISBN 3-378-00592-0
- 1996 Die Zecke (Kriminalroman, Rowohlt, Reinbek bei Hamburg). ISBN 3-499-43237-4
- 1998 Sturzflug (Kriminalroman, Hamburger Abendblatt, Hamburg). ISBN 3-921305-42-X
- 1999 Engelchens Ende (Roman, Wunderlich, Reinbek bei Hamburg). ISBN 3-499-26150-2
- 2000 Glücklich ist, wer nicht vergißt (Roman, Wunderlich, Reinbek bei Hamburg). ISBN 3-499-22938-2
- 2000 Ihr Zweites Gesicht (Roman, Wunderlich, Reinbek bei Hamburg). ISBN 3-499-26218-5
- 2002 Ruth sucht Ruth (Roman, Berlin-Verlag, Berlin). ISBN 3-442-76023-2
- 2002 Schwesterkuß (Roman, Berlin-Verlag, Berlin). ISBN 3-442-76052-6
- 2006 Dreckskind (Kriminalroman, Gmeiner, Meßkirch). ISBN 3-89977-661-5
- 2007 Totschweigen (Kriminalroman, Gmeiner, Meßkirch). ISBN 3-89977-704-2
- 2008 Das Rattenprinzip (Kriminalroman, überarbeitete Neuauflage von 1992, Gmeiner, Meßkirch). ISBN 978-3-89977-745-1, Neuauflage 2009.[8][9][10]
- 2009 Wespennest (Kriminalroman, Gmeiner, Meßkirch). ISBN 978-3-89977-809-0[9][11]
- 2010 Totenkuss (Kriminalroman, Gmeiner, Meßkirch). ISBN 978-3-8392-1059-8
- 2011 Feierabend (Kriminalroman, Gmeiner, Meßkirch), ISBN 978-3-8392-1178-6
- 2013 Wem sonst als Dir. (Roman, Klöpfer & Meyer, Tübingen), ISBN 978-3-86351-064-0[12]
- 2016 Heimstadt muss sterben (Roman, Klöpfer & Meyer, Tübingen). ISBN 978-3-86351-413-6
- 2017 Toskanische Beichte (Kriminalroman, Gmeiner, Meßkirch). ISBN 978-3-8392-2125-9
- 2018 Toskanisches Feuer (Kriminalroman, Gmeiner, Meßkirch). ISBN 978-3-8392-2348-2
- 2019 Toskanisches Blut (Kriminalroman, Gmeiner, Meßkirch). ISBN 978-3-8392-2488-5
- 2020 Toskanisches Erbe (Kriminalroman, Gmeiner, Meßkirch). ISBN 978-3-8392-2765-7

- 2022 Albleuchten. Eine Herbstreise 1790 (Roman, Gmeiner, Meßkirch). ISBN 978-3-8392-0225-8

- 2023 Tanz oder stirb (Kriminalroman, Gmeiner, Meßkirch). ISBN 978-3-8392-0514-3

### Lyrik
- 1985 Neue Balladen von dünnen Männern (Gedichte, Flugasche, Stuttgart). ISBN 3-925286-99-3
- 1987 Fahrt in den See (Gedichte, Keicher, Warmbronn). ISBN 3-924316-22-8
- 1991 Süden und Irrtum (Gedichte, Flugasche, Stuttgart) ISBN 3-925286-18-7

### Künstlerbücher
- 2016 Im Innern werden Feste gefeiert. Im Inneren der Horizonte (Gedichte und Zeichnungen, zusammen mit dem Bildenden Künstler Peter-Jörg Splettstößer, eingeleitet von Hermann Korte, rasch verlag, Bramsche) Herausgeber: Galerie Altes Rathaus, Worpswede, ISBN 978-3-89946-245-6

### Kinderbücher
- 1999 Dackel Maiers erster Fall (Aare, Aarau, Frankfurt am Main, Salzburg). ISBN 3-7260-0530-7
- 2015 Leon Lustig und der entführte Wilhelma-Pinguin (Kinderkrimi, Verlag Stuttgarter Zeitung, Stuttgart). ISBN 3-9807076-4-4

### Herausgeberschaft
- 1997 Bloody Mummy (zusammen mit Milena Moser; Krimigeschichten, Rowohlt, Reinbek bei Hamburg). ISBN 3-499-43253-6
- 2000 Der Schuß im Kopf des Architekten (Krimigeschichten, av-ed, Ludwigsburg). ISBN 3-929638-38-X

### Features
- Was wird aus Worpswede? SWR2, 20. Oktober 2022, abgerufen am 31. Oktober 2022.